# أليس دي وولف كيلوج
أليس دي وولف كيلوج (27 ديسمبر 1862 - 4 فبراير 1900) كانت رسامة أمريكية عُرضت أعمالها في المعرض الكولومبي العالمي عام 1893. 

## حياة الطفولة
ولدت أليس دي بولف كيلوج في شيكاغو، إلينوي ، وهي الخامسة من بين ست بنات وهي ابنة الطبيب جون ليونارد كيلوج وزوجته ماري غيج كيلوج. أصيبت أليس الصغيرة بالتهاب الكلية ، وهو المرض الذي سيقتلها في النهاية. ومارست الطب الشمولي ، حيث سعت أليس إلى التخفيف من الصداع والاكتئاب من خلال دراسة الأفكار والممارسات الميتافيزيقية بما في ذلك الروحانية ، والسويدنبورجية ، وكتابات ماري بيكر إيدي . 

## ملحوظات
1. 1 2  مذكور في: الشبكات الاجتماعية وسياق الأرشيف. مُعرِّف الشبكات الاجتماعية ونظام المحتوى المؤرشف (SNAC Ark): w6ck26md. باسم: Alice De Wolf Kellogg. الوصول: 9 أكتوبر 2017. لغة العمل أو لغة الاسم: الإنجليزية.
2. ↑  مُعرِّف قائمة الاتحاد لأسماء الفنانين (ULAN): 500042467. مذكور في: قائمة الاتحاد لأسماء الفنانين. تاريخ النشر: 16 أغسطس 2008. الوصول: 21 مايو 2021. لغة العمل أو لغة الاسم: الإنجليزية.
3. ↑  مُعرِّف قائمة الاتحاد لأسماء الفنانين (ULAN): 500042467. مذكور في: قائمة الاتحاد لأسماء الفنانين. تاريخ النشر: 16 أغسطس 2008. الوصول: 9 مايو 2022. لغة العمل أو لغة الاسم: الإنجليزية.
4. ↑  وصلة مرجع: https://americanart.si.edu/collections/search/artist/?id=6444. الوصول: 15 أكتوبر 2021.
5. ↑  "Alice Kellogg Tyler". Illinois Women Artists Project. مؤرشف من الأصل في 2018-02-08. اطلع عليه بتاريخ 2013-10-25.
6. ↑  Melissa Pierce Williams, Alice Kellogg Tyler, 1866-1900: Private Works, Columbia, Missouri: Williams & McCormick American Arts, 1986.